# 士方駅
士方駅（サバンえき）は、大韓民国慶尚北道慶州市にかつて存在した韓国鉄道公社東海線（旧東海南部線）の駅である。

## 歴史
- 1918年12月28日：開業。
- 2007年6月1日：旅客取扱中止。
- 2010年11月1日：旅客取扱再開。
- 2010年11月3日：旅客取扱再中止。
- 2013年11月7日：釜山鎮起点121.2kmに変更[1]。
- 2016年4月29日：釜山鎮起点120.5kmに変更[2]。
- 2016年12月30日：東海南部線が東海線に編入。
- 2021年12月28日：東海線複線電鉄化に伴う新設切り替えにより廃止。

## 隣の駅
韓国鉄道公社
東海線
慶州駅 - (羅原駅) - (青令駅) - 士方駅 - 安康駅